# Caulacanthus
Genre
Caulacanthus est un genre d'algues rouges de la famille des Caulacanthaceae. 

## Liste d'espèces
Selon AlgaeBase (27 août 2012) :
- Caulacanthus okamurae Yamada
- Caulacanthus rigidus Kützing (Statut incertain)
- Caulacanthus salifugus A.B.Cribb
- Caulacanthus ustulatus (Mertens ex Turner) Kützing (espèce type)

Selon Catalogue of Life (27 août 2012) :
- Caulacanthus rigidus
- Caulacanthus salifugus
- Caulacanthus ustulatus

Selon ITIS (27 août 2012) :
- Caulacanthus ustulatus

Selon NCBI (27 août 2012) :
- Caulacanthus okamurae
- Caulacanthus ustulatus

Selon World Register of Marine Species (27 août 2012) :
- Caulacanthus okamurae Yamada, 1933
- Caulacanthus salifugus A.B.Cribb, 1965
- Caulacanthus ustulatus (Mertens ex Turner) Kützing, 1843
- Caulacanthus rigidus Kützing